# Bayerische Philharmonie
Der Verein Bayerische Philharmonie wurde 1994 gegründet. Sein Zweck ist die Förderung von Musikern mit dem Ziel, die Grundlagen symphonischen Musizierens zu vermitteln und professionell zu musizieren. Dies geschieht auch im Sinne einer musikalischen Breitenbildung und Nachwuchsförderung, unter anderem durch Förderung junger Talente mit einer besonderen musikalischen Begabung.

## Geschichte

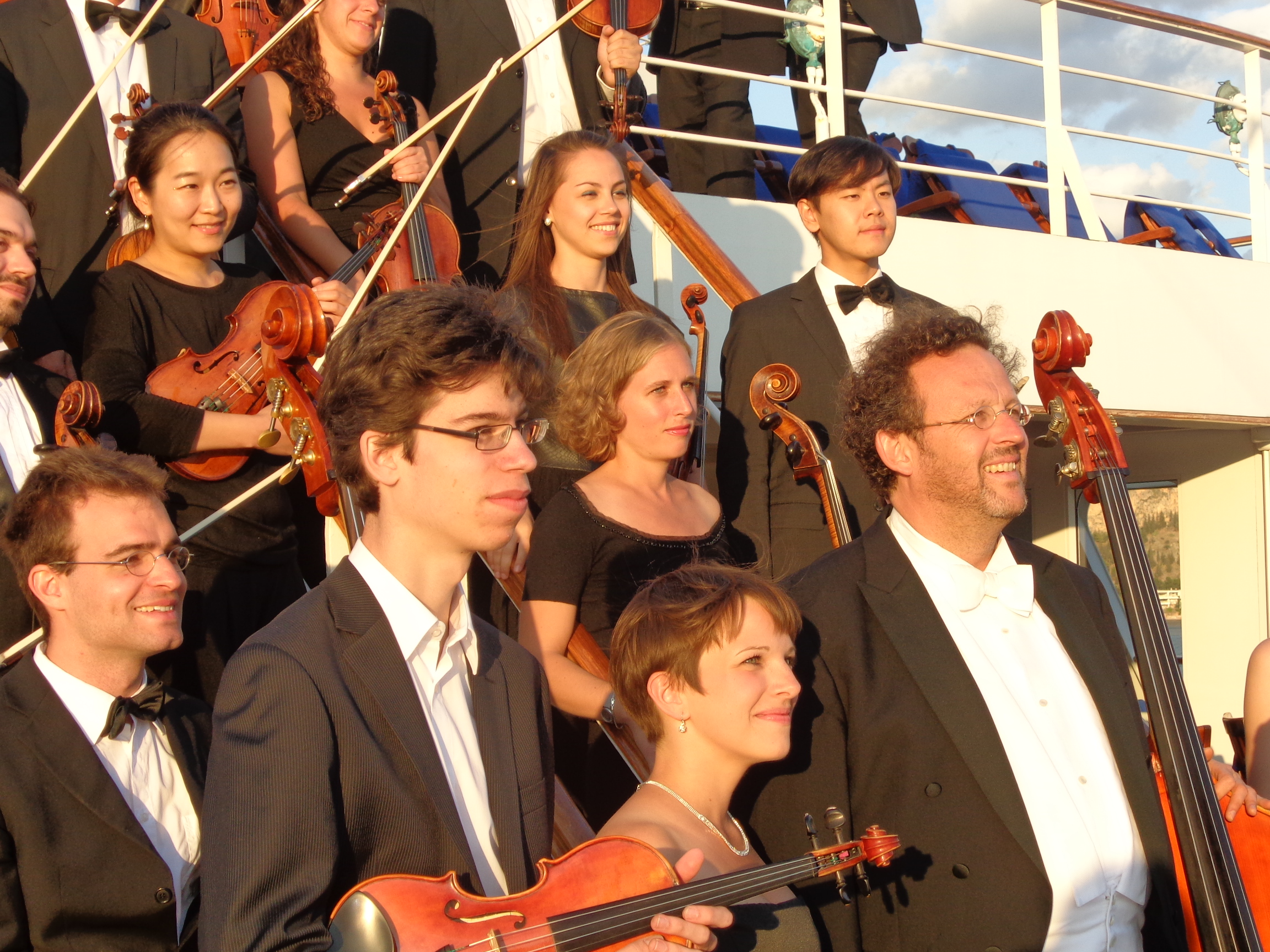
Bayerische Philharmonie auf dem Kreuzfahrtschiff Deutschland

Der Verein wurde 1994 unter dem Namen Junge Münchner Philharmonie e.V. unter Mitwirkung von Mark Mast gegründet, der bis heute musikalischer und geschäftsführender Leiter ist. Das Münchner Jugendorchester gab Konzerte in Deutschland, Europa und den USA, wurde zu Festivals eingeladen und erhielt Auszeichnungen.  1995 folgte die Gründung der Kinderphilharmonie München und ein Jahr später kam die Junge Münchner Philharmonie, ein Projektorchester für Musikstudenten, hinzu. Mit dem Kinderchor, dem Jugendchor, dem Chor der Bayerischen Philharmonie und mit dem Kammerorchester der Bayerischen Philharmonie gibt es heute sieben Klangkörper.
Die Bayerische Philharmonie wurde von der Bayerischen Volksstiftung und der Bayerischen Staatsregierung mit dem Verfassungspreis 2015 »Jugend für Bayern« ausgezeichnet.
Das Kammerorchester der Bayerischen Philharmonie spielte 2018 unter der Leitung von Mark Mast das Preisträgerkonzert des ersten Wolf Durmashkin Composition Awards. Anlass war der 70. Jahrestag eines Konzertes, das Leonard Bernstein 1948 in Landsberg am Lech dirigierte und spielte.

## Arbeitsweise
Die „pädagogischen“ Klangkörper – Kinderchor, Jugendchor, Kinderorchester und das Jugendorchester - proben regelmäßig im Haus der Bayerischen Philharmonie in der Bäckerstraße und erarbeiten Konzertprogramme u. a. für Kindergärten, Schulen und Seniorenheime. Zudem stehen die Chor- und Instrumentalkinder regelmäßig in Konzerten mit den erfahrenen Musikern und Sängern der Bayerischen Philharmonie auf der Bühne. Dazu gehören die Orff-Tage der Bayerischen Philharmonie, welche im Mai 2010 im Prinzregententheater zum ersten Mal (2016 bereits zum 7. Mal) stattfanden, und die Konzertreihe Mozart+. Jährlich präsentieren sich die pädagogischen Klangkörper bei den Philharmonischen Sommerklänge und den Philharmonischen Winterklänge, außerdem die  Weihnachtsoratoriums-Konzerte in der Allerheiligen-Hofkirche.
Zu den Gastdirigenten gehörten in der Vergangenheit u. a. Colin Davis und Zubin Mehta. Die Klangkörper folgen bundesweiten und internationalen Einladungen.

## Profil
Das Ziel des Vereins ist es, Jugendliche und Erwachsene an klassische Musik heranzuführen und Freude an klassischer Musik zu wecken. Nach Auffassung des Vereins sei es möglich, mit dem gemeinsamen Musizieren Grundwerte für das Funktionieren einer Gesellschaft zu vermitteln bzw. zu leben und dadurch die gesellschaftliche Integration zu fördern. Für bedürftige Musiker werden durch Förderer und Sponsoren finanzierte Musikerpatenschaften vermittelt.

## Die Klangkörper
- Jugendorchester der Bayerischen Philharmonie (seit 1994, ehemals Münchner Jugendorchester)
- Kinderorchester der Bayerischen Philharmonie - „Kinderphilharmonie“ (seit 1995)
- Akademieorchester der Bayerischen Philharmonie (seit 1996, ehemals Junge Münchner Philharmonie)
- Kinderchor der Bayerischen Philharmonie
- Jugendchor der Bayerischen Philharmonie (seit 2012)
- Chor der Bayerischen Philharmonie
- Kammerorchester und Symphonieorchester der Bayerischen Philharmonie